# Bispira turneri
Bispira turneri är en ringmaskart som beskrevs av Hartman 1969. Bispira turneri ingår i släktet Bispira och familjen Sabellidae. Inga underarter finns listade i Catalogue of Life.